# Ла Фоза (Таранто)
Ла Фоза (итал. La Fosa) је насеље у Италији у округу Таранто, региону Апулија.
Према процени из 2011. у насељу је живело 23 становника. Насеље се налази на надморској висини од 38 м.